# Xu Baihui
Xu Baihui (xinès simplificat: 徐百慧, pinyin: Xú Bǎihuì; Changchun, Jilin, 3 d'agost de 1983) és una actriu xinesa.

## Biografia
Va estudiar la secundària a l'escola secundària afiliada a la Universitat Normal del Nordest. Quan Xu Baihui es va graduar de l'educació secundària, va sol·licitar el Departament de Composició de la Universitat d'Arts de Jilin, però al final va haver de renunciar; també tenia previst estudiar als Estats Units el 2001, però a causa dels atacs de l'11 de setembre, no va poder fer-ho possible, sol·licitant l'ingrés a l'Acadèmia Central d'Art Dramàtic a proposta d'un professor, i va ser admesa el 2002.
L'any 2004, Xu Baihui, que en aquell moment encara estudiava òpera xinesa, es va fer càrrec del rodatge de la sèrie de televisió Little Overseas Students, on fou l'única actriu entre els quatre protagonistes que no tenia experiència d'estudiar a l'estranger. El 2006, es va graduar al Departament d'Actuació de l'Acadèmia Central d'Art Dramàtic.
El 2022 interpretà el paper d'una executiva en una sèrie de rerefons ecologista, així com l'adaptació de la novel·la de Liang Xiaosheng, Renshijian, per a la CCTV.